# 埃斯克里奇 (密西西比州)
埃斯克里奇（英語：Eskridge）是位於美國密西西比州蒙哥馬利縣的非建制地區。

## 歷史
埃斯克里奇的郵局於1897年設立，其後於1927年停運。

## 地理
埃斯克里奇所處的海拔為高於海平面90米（即295英呎），而該地所採用的時區為UTC-6，即北美中部時區（CST）。同時該地設有夏令時間，為UTC-6調快一小時，即UTC-5（CDT）。